# Бокеев, Оралхан
Оралхан Бокейулы (Бокей) (каз. Оралхан Бөкей; 28 сентября 1943, аул Чингистай, Катон-Карагайский район, Восточно-Казахстанская область, Казахская ССР, СССР — 17 мая 1993, Дели, Индия) — казахский советский писатель. Лауреат Государственной премии Казахской ССР (1986), лауреат премии Ленинского комсомола Казахской ССР (1976) и лауреат Всесоюзной премии имени Николая Островского (1978). Имеет правительственные награды: Орден «Знак Почёта», Почетную грамоту Президиума ВС Каз. ССР.

## Биография
Родился в селе Чингистай Катон-Карагайского района в многодетной сельской семье. Происходит из рода Кокжарлы-Каратай племени Найман.
После окончания школы работал в школе пионервожатым, а позднее — трактористом в совхозе «Алтайский».
В 1968 году окончил Казахский государственный университет (заочное отделение, факультет журналистики). Сотрудничал с Большенарымской районной газетой «Енбек туы» и Восточно-Казахстанской областной газетой «Коммунизм туы».
В 1968 году переехал в Алма-Ату, где стал сотрудником республиканской молодёжной газеты «Лениншил жас». В 1974 году переходит в литературный журнал «Жулдыз». В 1983 году переходит в газету «Казах адебиети» в качестве заместителя главного редактора. В 1991-93 годах — главный редактор.
Одновременно писал рассказы и повести. В 1970 году выпустил первый сборник прозы «Камчигер». С завидной регулярностью выпускались новые сборники «Плеяды» (1971), «Где ты, жеребёнок белолобый?» (1973), «Ледниковые горы» (1975). Сборники его прозы начинают выходить и на русском языке: «След молний» (1978), «Поющие барханы» (1981), «Крик» (1984), «Поезда проходят мимо» (1985), «Человек-олень» (1987) Архивная копия от 29 апреля 2017 на Wayback Machine.
Каждая строка книг О. Бокейулы — признание в любви к родной земле. Его земля — это удивительный, своеобразный мир на самом востоке республики. Полноводная Бухтарма, хребты Алтая со снежной шапкой Белухи, стык равнины с предгорьями песчаных дюн с тайгой, верблюжьих троп с оленьими. Здесь истоки, корни, немеркнущие впечатления детства Архивная копия от 30 апреля 2020 на Wayback Machine.
Оралхан Бокейулы: «Все сюжеты моих повестей, рассказов навеяны воспоминаниями о родных местах, действительными событиями юношеских лет. Мои земляки казахи — люди цельных характеров, честных и открытых сердец. Словно завороженные, живут они в облюбованном предками пространстве. Преданные родным местам, мои земляки — гордые, трудолюбивые, доблестные и честные люди».
Драмы Бокейулы «Жеребёнок мой», «Противостояние», «Снежная девушка», «Декабрьские вьюги», «Горький вкус ошибки» и другие были поставлены на сценах республиканских, областных, зарубежных театров. В 1976 году автор пьесы «Жеребёнок» и исполнитель главной роли Куман Тастанбеков были удостоены премии Ленинского комсомола Казахстана. А в 2012 году в рамках читательской акции «Одна страна — одна книга» Архивная копия от 23 февраля 2020 на Wayback Machine вся страна читала сборник рассказов Оралхана Бокейулы «Қайдасың, қасқа құлыным» (Где ты, жеребёнок белолобый?).
По мотивам произведений Бокейулы сняты художественные фильмы «Человек-Олень» Архивная копия от 21 февраля 2019 на Wayback Machine (реж. М. Смагулов, 1985), которая рассказывает о соотношении прошлого и настоящего, всеобщего и индивидуального, о сохранении гуманного высокого начала в человеке, а также «Сайтан көпір» (реж. Д. Манабаев, 1986). Поставлен балет «Серый олень» (балетмейстер Булат Аюханов, 1986).
Член Союза художников Республики Казахстан Болат Исин написал ряд акварельных работ по произведениям Бокейулы: «Ардак», «Кербугу» («Серый олень»), «Где ты, мой жеребёнок белолобый?», «Снежная девушка», «Камчигер», «Деревянное корыто моей бабушки», «Поезда идут мимо», «Поющие барханы», «Человек-олень», «Бело-сивый конь Тортая». Художник изобразительными средствами передал незабываемые образы, созданные писателем.
Книги писателя переводились на немецкий, словацкий, болгарский, английский, венгерский, арабский, китайский, японский языки. Также проза Бокейулы выходила на многих языках народов СССР.
Умер от инфаркта в мае 1993 года в Индии во время творческой командировки.

## Мемориальные экспозиции Оралхана Бокеева
В настоящее время в Восточном Казахстане действуют три литературно-мемориальные экспозиции, посвященные жизни и творчеству выдающегося казахского писателя II половины XX в. О.Бокеева: в с. Чингистай Катон-Карагайского района и в г. Усть-Каменогорске: в казахской школе № 44 и этнопарке Восточно-Казахстанского областного архитектурно-этнографического и природно-ландшафтного музея-заповедника. Одна из первых экспозиций, рассказывающая о жизни и творческом наследии О.Бокеева открылась в 2000 г. в казахской школе № 44. В школе занимаются популяризацией творчества неординарного прозаика. На примере его творчества воспитывают у школьников патриотическое отношение к своей Родине. Учащиеся, изучая творчество Оралхана Бокеева, рисуют его портреты, сюжеты по его произведениям, сочиняют стихи о нём.

## Награды
- Орден «Курмет»
- Лауреат Государственной премии Казахской ССР (1986)
- Лауреат премии Ленинского комсомола Казахстана (1976)
- Лауреат литературной премии им. Н. Островского (1978)
- Лауреат премии издательства «Молодая гвардия»
- Лауреат премии издательства «Жалын»
- Почетная грамота Президиума Верховного Совета Казахской ССР.
- Почетный гражданин Катон-Карагайского района.

## Память
- В Восточно-Казахстанской области имя писателя носят школы в селах Белькарагай, Актау (Уланский район), посёлке Глубокое и городе Усть-Каменогорске.
- С 31 октября 2016 года его имя носит КГУ «Централизованная библиотечная система имени Оралхана Бокея акимата г. Усть-Каменогорск[9].
- Его именем названы улицы в Алматы и Усть-Каменогорске.
- В 2003 году к 60-летию писателя состоялось торжественное открытие Дома — музея Оралхана Бокея в его родном селе Чингистай. Перед входом в дом-музей, где жил в детстве писатель, установлен мемориальный памятник-бюст работы скульптора Владимира Самойлова[10].
- Три памятника в ВКО: два в Усть-Каменогорске и один в селе Катон-Карагай[11].
- К 70-летию со дня рождения было издано полное собрание сочинений в семи томах.
- В 2013 году снят документальный фильм «Человек-Олень» о жизни писателя, режиссёр Анатолий Лаптев.

### Оралхан Бокеев в искусстве
Произведения Оралхана Бокея (Бокеева) иллюстрировались художниками Баки Урманче, Болатом Исиным (член Союза художников РК, г. Усть-Каменогорск).